# Étienne Arnaud
Étienne Arnaud (ur. 4 września 1879 w Villeneuve-lès-Béziers, zm. 10 marca 1955 w San Francisco) – francuski scenarzysta i reżyser filmowy.
W latach 1905–1911 pracował jako reżyser dla Gaumonta. Następnie przeniósł się do USA, gdzie pracował dla amerykańskiego oddziały wytwórni Éclair w Fort Lee. Po wybuchu I wojny światowej wrócił do Francji.
Nakręcił ponad 230 filmów. W tym m.in. La course aux potrions (1908) czy Le Korrigan (1908).